# Rogeria cubensis
Rogeria cubensis är en myrart som beskrevs av Santschi 1936. Rogeria cubensis ingår i släktet Rogeria och familjen myror.

## Underarter
Arten delas in i följande underarter:
- R. c. cubensis
- R. c. habanica